# Michael Streiter
Michael Streiter (ur. 19 stycznia 1966 w Hall in Tirol) – piłkarz austriacki grający na pozycji obrońcy.

## Kariera klubowa
Karierę piłkarską Streiter rozpoczął w klubie FC Wacker Innsbruck. W sezonie 1983/1984 zadebiutował w jego barwach w austriackiej Bundeslidze. Od sezonu 1984/1985 był podstawowym zawodnikiem zespołu. W 1986 roku klub został przemianowany na FC Swarovski Tirol. W latach 1987–1989 trzykrotnie grał w finale krajowego pucharu, ale wygrał go jedynie w 1989 roku. Ze Swarovskim Tirolem dwukrotnie został mistrzem Austrii w 1989 i 1990 roku, a raz wicemistrzem w 1991 roku. Od 1993 roku grał w Tirolu Innsbruck, spadkobiercy Swarovskiego. Jego piłkarzem był do lata 1997.
Następnie Streiter został zawodnikiem Austrii Wiedeń. W Austrii grał przez 3 lata w pierwszym składzie rozgrywając w niej 74 mecze i strzelając 4 gole. W 2000 roku wrócił do Tirolu, ale wystąpił tam tylko w jednym meczu ligowym. W trakcie sezonu przeszedł do drugoligowego WSG Wattens. W 2001 roku zakończył karierę piłkarską.
| Sezon   | Klub                | Kraj    | Rozgrywki     | Mecze | Bramki |
| ------- | ------------------- | ------- | ------------- | ----- | ------ |
| 1983/84 | SSW Innsbruck       | Austria | Bundesliga    | 21    | 0      |
| 1984/85 | SSW Innsbruck       | Austria | Bundesliga    | 27    | 0      |
| 1985/86 | SSW Innsbruck       | Austria | Bundesliga    | 18    | 2      |
| 1986/87 | FC Swarovski Tirol  | Austria | Bundesliga    | 22    | 1      |
| 1987/88 | FC Swarovski Tirol  | Austria | Bundesliga    | 24    | 0      |
| 1988/89 | FC Swarovski Tirol  | Austria | Bundesliga    | 21    | 0      |
| 1989/90 | FC Swarovski Tirol  | Austria | Bundesliga    | 28    | 0      |
| 1990/91 | FC Swarovski Tirol  | Austria | Bundesliga    | 28    | 0      |
| 1991/92 | FC Swarovski Tirol  | Austria | Bundesliga    | 27    | 0      |
| 1992/93 | FC Wacker Innsbruck | Austria | Bundesliga    | 29    | 1      |
| 1993/94 | Tirol Innsbruck     | Austria | Bundesliga    | 32    | 1      |
| 1994/95 | Tirol Innsbruck     | Austria | Bundesliga    | 29    | 2      |
| 1995/96 | Tirol Innsbruck     | Austria | Bundesliga    | 31    | 4      |
| 1996/97 | Tirol Innsbruck     | Austria | Bundesliga    | 30    | 3      |
| 1997/98 | Austria Wiedeń      | Austria | Bundesliga    | 27    | 3      |
| 1998/99 | Austria Wiedeń      | Austria | Bundesliga    | 28    | 1      |
| 1999/00 | Austria Wiedeń      | Austria | Bundesliga    | 19    | 0      |
| 2000/01 | Tirol Innsbruck     | Austria | Bundesliga    | 1     | 0      |
| 2000/01 | WSG Wattens         | Austria | 2. Bundesliga | ?     | ?      |

## Kariera reprezentacyjna
W reprezentacji Austrii Streiter zadebiutował 23 sierpnia 1989 roku w wygranym 2:1 spotkaniu eliminacji do Mistrzostw Świata we Włoszech z Islandią. W 1990 roku został powołany do kadry na ten turniej. Tam był podstawowym zawodnikiem i wystąpił w 3 spotkaniach grupowych: z Włochami (0:1), Czechosłowacją (0:1) i ze Stanami Zjednoczonymi (2:1). Od 1989 do 1999 roku rozegrał w kadrze narodowej 34 spotkania i zdobył jednego gola.

## Kariera trenerska
Po zakończeniu kariery Streiter został trenerem. W latach 2002–2003 pracował w FC Wacker Tirol Innsbruck. W 2005 roku został trenerem Rheindorfu Altach, gdzie pracował do 2007 roku. W latach 2007–2008 był trenerem amatorskich rezerw Red Bulla Salzburg. Od 2013 trener Wacker Innsbruck.